# Daniel Caines
Daniel Caines (Reino Unido, 15 de mayo de 1979) es un atleta británico retirado especializado en la prueba de 4x400 m, en la que ha conseguido ser campeón europeo en 2002.

## Carrera deportiva
En el Campeonato Europeo de Atletismo de 2002 ganó la medalla de oro en los relevos 4x400 metros, con un tiempo de 3:01.25 segundos, llegando a meta por delante de Rusia y Francia, siendo sus compañeros de equipo: Jared Deacon, Matthew Elias y Jamie Baulch.